# Montaguto
Montaguto – miejscowość i gmina we Włoszech, w regionie Kampania, w prowincji Avellino.
Według danych na 1 stycznia 2022 roku gminę zamieszkiwało 350 osób (171 mężczyzn i 179 kobiet).